# Опсада Мантинеје
Опсаду Мантинеје извршили су Спартанци 385. године п. н. е. Завршена је поразом Мантинеје и рушењем града.

## Опсада
Анталкидиним миром по завршетку Коринтског рата, Спарта је обновила своју хегемонију над грчким светом. Потом је кренула у кажњавање полиса који су у рату учествовали на страни побуњеника. Прва на удару нашла се Мантинеја. Разлог за напад Спарте на демократску Мантинеју био је тај што је овај град током Коринтског рата достављао храну непомирљивом непријатељу Спарте - Аргосу. Спартанци им наредише да сместа поруше бедеме око града. Када су грађани одбили да то учине, Спартанци предузеше његову опсаду. Успели су да наместе брану на реци Офис да поплави град. Вода је поткопала темеље бедема па је постојала опасност да се они уруше. Због тога је град присиљен на предају. Манитинејани су присиљени да поруше бедеме, куће и иселе из града најугледније присталице демократије. Грађани су се потпуно одрекли опсанка самог полиса и раселили су се у четири посебна села. Мантинеја је обновљена при крају Беотијског рата.